# Carolyn Murphy
Carolyn Murphy (11 de agosto de 1973) é uma supermodelo norte-americana.
Segundo a revista Forbes, Carolyn Murphy foi, em 2006, a 6.ª modelo mais bem paga do mundo, com um ganho anual estimado em 5 milhões de dólares. Em 2007 a 8.ª, com 4,5 milhões e em 2008 e 2009 foi colocada na 10.ª posição, com 3 e 3,5 milhões de dólares, respectivamente.
Em 2015 a sua fortuna foi avaliada em 420 milhões de dólares.

## Carreira
Carolyn Murphy foi eleita a modelo do ano, no "Fashion Awards" de 1998. Dentre outros trabalhos, ilustrou as revistas Vogue, a Harper's Bazaar e Sports Illustrated Swimsuit Issue.
Carolyn Murphy foi colocada na 5.ª posição na lista das 20 modelos-ícones, publicada pelo site norte-americano Models.com.